# Lappträsket (Nederkalix socken, Norrbotten)
Lappträsket är en sjö i Kalix kommun i Norrbotten och ingår i Kalixälven-Töreälvens kustområde.